# プリンスエドワード (オンタリオ州)
プリンスエドワード（英：City of Prince Edward County、正式名称：プリンスエドワード郡）は、カナダのオンタリオ州南東部に位置する地方行政区のひとつ。キングストンの西、オンタリオ湖北東部の湖岸に面している。「郡」の名が付くが、通常の郡とはカテゴリーが違い、行政サービスのレベルはトロント市やハミルトン市などと同じ単一層自治体に位置づけられている。歴史的な名称を引き継いでいるため、正式名称は「City of Prince Edward County」となっている。行政府はピクトンに位置する。
プリンスエドワードアイランド州やプリンスエドワード島との混同を防ぐためもあり、英語では「Prince Edward County」と「County」を付けて読んでおり、略称を「PEC」としている。

## 歴史
プリンスエドワード郡は1792年にアッパーカナダ初代副総督であったジョン・グレーブス・シムコー（John Graves Simcoe）によって設立された。エリアの名称はジョージ3世の四男で英領北アメリカ軍総司令官であったケント公爵エドワード王子の名に由来する。
アメリカ独立戦争後、オンタリオ州に入植した初期の英国王党派（United Empire Loyalist）の一部はこの周辺地域に住み着いた。
1998年の地方自治体改革で、旧プリンスエドワード郡に属していた全ての市町村が合併し、新たに「プリンスエドワード」と言う名の単一層自治体を形成した。かつての市町村は現在は区となっている。

## 地理
同地方のエリアは、北から東にかけてクィンティ湾（Bay of Quinte）に囲まれており、陸と唯一つながっている西北部分もマレー運河（Murray Canal）によってオンタリオ湖に抜けることができるため、ほとんど島と言っていい地形をしている。
穏やかな気候に恵まれていることから、近年多くのワイナリーが作られ、南オンタリオでのVQAの一部となっている。

## 観光
夏のシーズンにはキャンプ、魚釣り、サイクリング、ダイビングなどのアウトドアを楽しむ観光客で賑わう。英国王党派が築いた街並みが今も残っており、ビクトリア調の建物が建ち並ぶリゾート地としても知られる。また近年はワイナリーも作られ、ワイナリーツアーなども開催されている。